# Erotica
Erotica (с англ. — «Эротика») — пятый студийный альбом американской певицы Мадонны, выпущенный 20 октября 1992 года. Erotica является концептуальным альбомом, отражающим взгляд Мадонны о сексе. Налицо стали значительные изменения в музыкальной стилистике: запись не походила на её прежние работы в 1980-е годы. В звучании присутствуют многочисленные танцевальные и хип-хоп элементы, вокал также претерпел изменения: Мадонна больше шептала, нежели пела.
Мадонна сознательно сделала упор на эпатаже, и промокампания, посвящённая выходу альбома, была весьма провокационной: практически одновременно с альбомом поступила в продажу книга «Секс», с эротическими фотографиями артистки, видео на заглавную композицию было воспринято некоторыми как порнографическое. Мадонна продемонстрировала свою сексуальную раскрепощённость даже на обложке, которую зачастую называют одной из самых сексуальных обложек альбомов в истории музыки. Erotica стал первым альбомом Мадонны, на который был помещён стикер «Parental Advisory».
Несмотря на хорошие продажи, альбом стал первым, начиная с дебютного альбома Мадонны, композиции из которого не попали в верхние строки чартов США и Великобритании. Во многих рецензиях альбом воспринимался не самостоятельным продуктом, а лишь дополнением к в книге «Секс» (что связано отчасти с тем, что повествование и в книге и в альбоме идёт от имени Диты, а также используются некоторые идентичные фразы), потому, зачастую, негативные отзывы о книге приводили и к негативной оценке записи. 5 песен альбома были выпущены отдельными синглами и заняли высокие позиции в чартах различных государств.

## История создания
В 1992 году Мадонна успешно снимается в фильме «Их собственная лига» в роли бейсболистки с говорящим именем Мэй Мордабито. Для картины она записывает песню «This Used to Be My Playground», ставшую № 1 в Billboard Hot 100.
В том же году Мадонна основывает свою собственную компанию, работающую в сфере развлечений — Maverick, совместное предприятие с Time Warner. Сделка предусматривает рекордные авторские отчисления наравне с Майклом Джексоном.
В 1992 году вышла книга-фотоальбом «Sex». «Sex» содержит иллюстрированные сексуальные фантази альтер эго Мадонны — некой «госпожи Диты», беседующей с психоаналитиком. Книга оформлена в металлическую обложку и выглядит как арт-объект и предполагается как манифест. В прессе устраивают многостраничные похороны карьеры Мадонны, посчитав, что она зашла слишком далеко. «Sex» распродаётся тиражом 1,5 млн экземпляров только в Америке и вызывает шквал негативной реакции в СМИ и напуганном СПИДом обществе. Книга «Sex» затрагивает темы мастурбации, и проводит явную параллель между садомазохизмом и религиозным самобичеванием, а также содержит ироническое отношение к табу. Оскорблёнными оказываются даже меньшинства: лесбиянки считают, что певица насмехается над их движением, изображая одну из них, и назвали её «сексуальной туристкой». Французская журналистка Франсуаза Турнье формулирует отношение либеральной Франции: «Добравшись до сути „Секса“, словно отыскав ядовитый гриб, понимаешь, что той, кого называют „новая малышка Пиаф“, руководит скорее жажда денег, чем жажда секса». «Sex» и бурная реакция на него в обществе стала темой многих научных исследований и считается самой мощной прививкой стремящемуся к вуайеризму обществу от склонной эксгибиционизму знаменитости/музыканта. Книга уже несколько лет является самой разыскиваемой из уже не издающихся. После выхода «Sex» с певицей разорвал 8-месячные отношения бойфренд Vanilla Ice, тогда якобы не ожидавший публикации в книге своих фотографий. Популярный тогда рэпер испугался реакции общественности, хотя в книге нет его обнажённого тела.
Мадонна в основном сотрудничала с Шепом Петтибоном, работая над альбомом. Петтибон впервые начал работать с Мадонной ещё в 1980-е годы, создавая ремиксы на её синглы>. Он также стал соавтором и сопродюсером главного сингла с саундтрека для фильма Дик Трейси, «Vogue», попавший в топ Billboard Hot 100 в 1990 году. Годом позже Петтибон работал над альбомом лучших хитов Мадонны The Immaculate Collection, став сопродюсером песни «Rescue Me» и создавая ремиксы на все песни для компиляции, используя аудио технологию QSound. В 1992 году Мадонна также сотрудничала с ним над песней «This Used to Be My Playground», ставшей саундтреком для фильма «Их собственная лига», которая была записана во время работы над Erotica. Помимо Петтибона Мадонна обратилась за помощью к Андрэ Беттсу, который до этого работал над синглом «Justify My Love».

## Список композиций
| №   | Название                                                  | Автор(ы)                              | Продюсер(ы)           | Длительность |
| --- | --------------------------------------------------------- | ------------------------------------- | --------------------- | ------------ |
| 1.  | «Erotica»                                                 | Мадонна, Шеп Петтибон, Энтони Shimkin | Мадонна, Шеп Петтибон | 5:18         |
| 2.  | «Fever»                                                   | Эдди Кули, Джон Дэвенпорт             | Мадонна, Шеп Петтибон | 5:00         |
| 3.  | «Bye Bye Baby»                                            | Мадонна, Ш. Петтибон, Э. Шимкин       | Мадонна, Шеп Петтибон | 3:56         |
| 4.  | «Deeper and Deeper»                                       | Мадонна, Ш. Петтибон, Э. Шимкин       | Мадонна, Шеп Петтибон | 5:33         |
| 5.  | «Where Life Begins»                                       | Мадонна, Андре Беттс                  | Мадонна, Андре Беттс  | 5:57         |
| 6.  | «Bad Girl»                                                | Мадонна, Ш. Петтибон, Э. Шимкин       | Мадонна, Шеп Петтибон | 5:23         |
| 7.  | «Waiting»                                                 | Мадонна, А. Беттс                     | Мадонна, Андре Беттс  | 5:45         |
| 8.  | «Thief of Hearts»                                         | Мадонна, Ш. Петтибон, Э. Шимкин       | Мадонна, Шеп Петтибон | 4:51         |
| 9.  | «Words»                                                   | Мадонна, Ш. Петтибон, Э. Шимкин       | Мадонна, Шеп Петтибон | 5:56         |
| 10. | «Rain»                                                    | Мадонна, Ш. Петтибон                  | Мадонна, Шеп Петтибон | 5:24         |
| 11. | «Why’s It So Hard»                                        | Мадонна, Ш. Петтибон, Э. Шимкин       | Мадонна, Шеп Петтибон | 5:23         |
| 12. | «In This Life»                                            | Мадонна, Ш. Петтибон                  | Мадонна, Шеп Петтибон | 6:23         |
| 13. | «Did You Do It?» (featuring Mark Goodman and Dave Murphy) | Мадонна, Ш. Петтибон, А. Беттс        | Мадонна, Андре Беттс  | 4:54         |
| 14. | «Secret Garden»                                           | Мадонна, А. Беттс                     | Мадонна, Андре Беттс  | 5:32         |

## Над альбомом работали
- Мадонна — вокал
- Андре Беттс (Andre Betts) — синтезатор, бас, фортепиано, струнные, ударные, клавишные, электронные струнные
- Донна Делори (Donna Delory) — бэк-вокал
- Джером Диккенс (Jerome Dickens) — гитара
- Гленн Диктроу (Glenn Dicterow) — художественный руководитель
- Энтон Фиг (Anton Fig) — ударные
- Марк Гудман (Mark Goodman) — голоса
- Ники Харрис (Nikki Harris) — бэк-вокал
- Джо Московиц (Joe Moskowitz) — ударные, клавишные
- Дэйв Мёрфи (Dave Murphy) — голоса
- Нью-Йоркский Филармонический Оркестр (New York Philharmonic Orchestra)
- Пол Песко (Paul Pesco) — гитара
- Шеп Петтибон (Shep Pettibone) — клавишные
- Джеймс Престон (James Preston) — фортепиано, клавишные, электронные струнные
- Джимми Престон (Jimmy Preston) — фортепиано
- Тони Шимкин (Tony Shimkin) — клавишные, бэк-вокал
- Дэнни Виленски (Danny Wilensky) — саксофон
- Даг Уимбиш (Doug Wimbish) — бас

### Ответственные за выпуск
- Продюсеры: Мадонна, Андре Беттс, Шеп Петтибон
- Звукоинженеры: Майк Фаррелл (Mike Farrell), Робин Хэнкок (Robin Hancock), Джордж Каррас (George Karras), П. Деннис Митчелл (P. Dennis Mitchell), Шеп Петтибон, Тони Шимкин
- Ассистент звукоинженера: Марк Гудман (Mark Goodman)
- Сведение: Го Хотода (Goh Hotoda), Джордж Каррас (George Karras)
- Мастеринг: Тед Дженсен (Ted Jensen)
- Последовательность: Шеп Петтибон, Тони Шимкин (Tony Shimkin)
- Программирование: Джо Московиц (Joe Moskowitz), Шеп Петтибон, Сэндер Селоувер (Sander Selover)
- Программирование ударных: Андре Беттс (Andre Betts), Тони Шимкин (Tony Shimkin)
- Струнные аранжировки: Джереми Лаббок (Jeremy Lubbock)
- Ответственный за выпуск: Эмиль Чарлэп (Emile Charlap)
- Художник: Сюнь Фат Цзыя (Siung Fat Tjia)
- Дизайн: Сюнь Фат Цзыя (Siung Fat Tjia)
- Фотограф: Стивен Мейзел (Steven Meisel)

## Чарты и сертификаты
| Чарт (1992)              | Место |
| ------------------------ | ----- |
| Australian Albums Chart  | 1     |
| Austrian Albums Chart    | 10    |
| Canadian Albums Chart    | 4     |
| Dutch Albums Chart       | 8     |
| French Albums Chart      | 1     |
| German Albums Chart      | 5     |
| Hungarian Albums Chart   | 15    |
| Italian Albums Chart)    | 2     |
| Japanese Albums Chart    | 5     |
| New Zealand Albums Chart | 5     |
| Norwegian Albums Chart   | 11    |
| Spanish Albums Chart     | 5     |
| Swedish Albums Chart     | 6     |
| Swiss Albums Chart       | 5     |
| UK Albums Chart          | 2     |
| U.S. Billboard 200       | 2     |

| Регион | Сертификация  | Продажи   |
| --- | ------------- | --------- |
| Австралия (ARIA) | 3× Платиновый | 210 000^  |
| Австрия (IFPI Austria)                                                                                                   | Золотой       | 25 000*   |
| Бразилия (ABPD) | Золотой       | 100 000*  |
| Канада (Music Canada) | 2× Платиновый | 200 000^  |
| Франция (SNEP) |               | 250,000   |
| Германия (BVMI) | Золотой       | 250 000^  |
| Мексика (AMPROFON) |               | 250,000   |
| Испания (PROMUSICAE) | Платиновый    | 100 000^  |
| Швейцария (IFPI Switzerland)                                                                                             | Золотой       | 25 000^   |
| Великобритания (BPI) | 2× Платиновый | 600 000^  |
| США (RIAA) | 2× Платиновый | 1,890,000 |
| * Данные о продажах приведены только на основе сертификации. ^ Данные о тиражах приведены только на основе сертификации. |               |           |